# Otter Highlands
Die Otter Highlands sind eine Gruppe aus Gipfeln und Bergkämmen im ostantarktischen Coatsland. Sie befinden sich am westlichen Ende der Shackleton Range westlich des Blaiklock-Gletschers und erstrecken sich von Nordosten nach Südwesten über eine Länge von 27 km vom Mount Lowe zu den Wyeth Heights.
Vermessen wurden sie 1957 von Teilnehmern der Commonwealth Trans-Antarctic Expedition (1955–1958) unter der Leitung des britischen Polarforschers Vivian Fuchs. Das UK Antarctic Place-Names Committee benannte sie 1972 nach der de Havilland Canada DHC-3 „Otter“, die bei dieser Forschungsreise zur Luftunterstützung zum Einsatz kam.